# Piotr Bajor (politolog)
Piotr Bajor (ur. 1981) – polski politolog, profesor Uniwersytetu Jagiellońskiego.

## Życiorys
W 2005 ukończył studia magisterskie w Instytucie Nauk Politycznych i Stosunków Międzynarodowych UJ. Stopień doktora nauk humanistycznych uzyskał w 2012 na podstawie rozprawy pt. Między Moskwą a Zachodem. Główne kierunki polityki zagranicznej niepodległej Ukrainy (promotor: prof. dr hab. Lubomir Zyblikiewicz), a stopień doktora habilitowanego otrzymał w 2020. Od 2021 profesor uczelni na Uniwersytecie Jagiellońskim.
Pracuje w Katedrze Bezpieczeństwa Narodowego Instytutu Nauk Politycznych i Stosunków Międzynarodowych UJ. Od 2014 wykładał także w Akademii Dyplomatycznej Uniwersytetu Śląskiego. Od 2020 jest zastępcą Dyrektora Instytutu Nauk Politycznych i Stosunków Międzynarodowych UJ. Od 2024 pełni funkcję dziekana WSMiP UJ.
W latach 2012–2013 był przewodniczącym Rady Młodych Naukowców.
Jego zainteresowania badawcze koncentrują się wokół zagadnień polityki zagranicznej i bezpieczeństwa Polski, okoliczności rozpadu Związku Sowieckiego oraz bezpieczeństwa na terenie obszaru posowieckiego.

## Publikacje
- Między wiedzą a władzą: bezpieczeństwo w erze informacji, Kraków 2019 (redakcja wspólnie z Arturem Gruszczakiem).
- Partnerstwo czy członkostwo?: polityka euroatlantycką Ukrainy po 1991 roku, Kraków 2014.
- Kierunek Zachód: polityka integracji europejskiej Ukrainy po 1991 roku, Kraków 2015[6].